# اوربانوس
اوربانوس (به لاتین: Urbanus)  (درگذشتهٔ ۲۷۱ یا ۲۷۲) یکی از مدعیان امپراتوری در نخستین سال‌های زمامدارای اورلیان، امپراتور وقت روم بود که در ۲۷۱ یا ۲۷۲ علیه او شورید و خود را امپراتور خواند اما دیری نپایید که کشته شد. با این حال برخی از تاریخ‌نگاران همچون زوسیموس بیزانسی نیز معتقدند که اوربانوس شخصیتی ساختگی بوده و وجود خارجی نداشته است.